# Xiaomi Mi A1
Xiaomi Mi A1 (також відомий в Китаї як Xiaomi Mi 5X) — смартфон, розроблений спільно з Google — як частина програми Android One — і Xiaomi, який працює на операційній системі Android.

## Технічні характеристики

### Апаратне забезпечення
Mi A1 оснащений 5,5-дюймовим сенсорним екраном з роздільною здатністю Full HD 1080p, що працює від акумулятора на 3080 мА·год. Його розміри складають 155,40 × 75,80 × 7.30 мм (висота × ширина × товщина) і важить 165 грам. Телефон працює від восьмиядерного процесора Qualcomm Snapdragon 625 з частотою 2.0 ГГц з 14 нм FinFET з GPU Adreno 506 650 МГц і поставляється з 4 ГБ оперативної пам'яті. Він отримав внутрішнє сховище об'ємом 32/64 ГБ і унікальний[уточнити] для серії слот для карт microSD, що підтримує картки ємністю до 128 гігабайт. Задня камера на Mi A1 — 12 Мп 1,25 мкм f / 2,2 + 12 Мп 1,0 мкм, f/ 2,6 модуль з автоматичним фокусуванням та 2 × оптичним збільшенням без втрати якості, двоколірним спалахом та 5 — лінз, він здатний записувати 4К відео, У телефоні також є фронтальна камера 5,1 Мп 1,12 мкм, f/ 2. Датчики телефону включають магнітометр компаса, датчик наближення, акселерометр, датчик навколишнього світла, гіроскоп, датчик відбитків пальців, датчик інфрачервоного сигналу та датчик Холла

### Програмне забезпечення
Доступний Xiaomi Mi A1 з Android 7.1.2 Nougat та був оновлений до Android 9 Pie. Окрім програмного забезпечення Google, телефон поставляється із програмами Xiaomi, такими як Камера, FeedBack, Mi Community та Mi Пульт. Mi A1 отримає оновлення ОС мінімум на два роки. Оновлення Android Oreo не приносить функціональних можливостей проекту для незалежних оновлень системи. Джерела ядра пристрою були випущені в січні 2018 року, через 4 місяці після його виходу.

## Реліз
Xiaomi Mi A1 був представлений 5 вересня 2017 року, і доступний на всіх сучасних ринках Xiaomi за винятком КНР, де до цього часу був випущений варіант телефону Mi 5X, що працює на MIUI .
| Доступність Xiaomi Mi A1       | Доступність Xiaomi Mi A1 | Доступність Xiaomi Mi A1 | Доступність Xiaomi Mi A1 | Доступність Xiaomi Mi A1 |
| Азійсько-Тихоокеанський регіон | Європейський Союз        | Решта Європи             | Близький Схід та Африка  | Америка                  |
| ------------------------------ | ------------------------ | ------------------------ | ------------------------ | ------------------------ |
| Бангладеш                      | Болгарія                 | Білорусь                 | Бахрейн                  | Чилі                     |
| Гонконг                        | Хорватія                 | Росія                    | Єгипет                   | Колумбія                 |
| Індія                          | Кіпр                     | Сербія                   | Ізраїль                  | Мексика                  |
| Індонезія                      | Чехія                    | Україна                  | Кувейт                   | Уругвай                  |
| Казахстан                      | Фінляндія                |                          | Оман                     |                          |
| Малайзія                       | Німеччина                |                          | Катар                    |                          |
| М'янма                         | Греція                   |                          | Саудівська Аравія        |                          |
| Непал                          | Угорщина                 |                          | Південна Африка          |                          |
| Пакистан                       | Італія                   |                          | ОАЕ                      |                          |
| Філіппіни                      | Польща                   |                          | Ємен                     |                          |
| Сінгапур                       | Румунія                  |                          |                          |                          |
| Південна Корея                 | Словаччина               |                          |                          |                          |
| Шрі Ланка                      | Словенія                 |                          |                          |                          |
| Тайвань                        | Іспанія                  |                          |                          |                          |
| Таїланд                        |                          |                          |                          |                          |
| В'єтнам                        |                          |                          |                          |                          |

## Рецензії
Xiaomi Mi A1 отримав переважно позитивні відгуки. Сем Байфорд з The Verge розповів, що найвизначнішою особливістю Mi A1 є його програмне забезпечення, яке працює на «чистому» Android, а не на оболонці MIUI. Сахіл Гупта з TechRadar написав, що сертифікований досвід Mi A1 на Android One, а також перевірене апаратне забезпечення, а також можливість подвійної камери дає відчуття преміум-класу в бюджетному смартфоні.

## Недоліки
Розроблене оновлення Android Oreo наприкінці 2017 року призводить до різкого розряду акумулятора на деяких пристроях. Xiaomi вже знає це питання і стверджує, що працює над виправленням, але так і не дійшло. Ще одна кричуща проблема — Wi-Fi, постійно відмовляючись від з'єднань — ще один із довгого списку ігнорованих проблем. Оновлення на Android Pie представило багато питань, які ніколи не виправлені, і Mi A1, ймовірно, ніколи не отримає Android 10 — не виконавши обіцяні 2 роки оновлення програмного забезпечення.